# 9791 Kamiyakurai
9791 Kamiyakurai este o planetă minoră (asteroid), cu un diametru de 3,793 km, din centura de asteroizi. A fost descoperită pe 21 decembrie 1995 la Observatorul Ōizumi de Takao Kobayashi. 
Obiectul prezintă o orbită caracterizată de o semiaxă mare de 2,3027853 UAi, o excentricitate de 0,07, o înclinație de 8,79417 ° în raport cu ecliptica.